# Триполі
Три́полі (араб. طرابلس Ṭarābulus Тарабулус-ель-Гарб) — столиця Лівії. Клімат субтропічний середземноморського типу; середня температура січня 12 °С, липня 27 °С, опадів 370 мм на рік. Населення 1 682 000 осіб.
Місто розташоване на північному заході країни, на березі бухти Середземного моря.

## Історія
Місто було засноване в VII столітті до н. е. фінікійцями, які називали його Oea. Фінікійці, найімовірніше, вибрали це місце через добре захищену природну бухту. На березі півострова, що утворює цю бухту, вони й заснували свою колонію. Потім місто перейшло до рук правителів Киренаїки (грецька колонія на північноафриканському узбережжі, на схід від Триполі, на півдорозі до Єгипту), пізніше карфагеняни відібрали його у греків.
105 року до н. е. місто було завойоване римлянами. У V столітті Триполі захоплено вандалами, у VI—VII століттях було в складі Візантії. 645 року місто було захоплене арабами-мусульманами на чолі з Амр ібн аль Асом, і потім воно залишалося під арабським контролем протягом 9 століть (за винятком періоду з 1146 по 1158 рік, коли Триполі було захоплено сицилійськими норманами). У 1551—1911 роках місто було в складі Османської імперії.
У жовтні 1911 року Триполі захоплено італійськими військами. 1943 року, під час Другої світової війни, місто було зайняте британськими військами. З грудня 1951 до 1 вересня 1969 року Триполі — одна зі столиць королівства Лівія, з 1 вересня 1969 року — столиця Лівійської Арабської Республіки.
Місто зазнало атаки з повітря США в 1986 році після звинувачення Лівії з боку США в тероризмі. Санкції ООН були зняті з Лівії у 2003 році, що збільшило вантажопотік у порту Триполі та мало позитивний вплив на економіку міста.
У 2011 році в місті перемогла революція. Муамар Каддафі був убитий лівійцями.

## Економіка
Триполі — найбільше місто, основний морський порт і найбільший торговий і промисловий центр Лівії. Тут знаходяться всі адміністративні будівлі.

## Культура та освіта
Університет аль-Фатех. Велика кількість археологічних пам'яток.

## Клімат
Клімат — типовий середземноморський зі спекотним сухим літом, прохолодною зимою і помірними опадами.
| Клімат Триполі (1961–1990, екстремуми 1944–1993)                                          | Клімат Триполі (1961–1990, екстремуми 1944–1993) | Клімат Триполі (1961–1990, екстремуми 1944–1993) | Клімат Триполі (1961–1990, екстремуми 1944–1993) | Клімат Триполі (1961–1990, екстремуми 1944–1993) | Клімат Триполі (1961–1990, екстремуми 1944–1993) | Клімат Триполі (1961–1990, екстремуми 1944–1993) | Клімат Триполі (1961–1990, екстремуми 1944–1993) | Клімат Триполі (1961–1990, екстремуми 1944–1993) | Клімат Триполі (1961–1990, екстремуми 1944–1993) | Клімат Триполі (1961–1990, екстремуми 1944–1993) | Клімат Триполі (1961–1990, екстремуми 1944–1993) | Клімат Триполі (1961–1990, екстремуми 1944–1993) | Клімат Триполі (1961–1990, екстремуми 1944–1993) |
| Показник                                                                                  | Січ.                                             | Лют.                                             | Бер.                                             | Квіт.                                            | Трав.                                            | Черв.                                            | Лип.                                             | Серп.                                            | Вер.                                             | Жовт.                                            | Лист.                                            | Груд.                                            | Рік                                              |
| Абсолютний максимум, °C                                                                   | 32,2                                             | 35,3                                             | 40,0                                             | 42,2                                             | 45,6                                             | 47,8                                             | 48,3                                             | 48,3                                             | 47,2                                             | 42,2                                             | 37,2                                             | 31,1                                             | 48,3                                             |
| Середній максимум, °C                                                                     | 17,9                                             | 19,1                                             | 20,7                                             | 23,7                                             | 27,1                                             | 30,4                                             | 31,7                                             | 32,6                                             | 31,0                                             | 27,7                                             | 23,3                                             | 19,3                                             | 25,4                                             |
| Середня температура, °C                                                                   | 13,4                                             | 14,3                                             | 16,0                                             | 18,7                                             | 21,9                                             | 25,3                                             | 26,7                                             | 27,7                                             | 26,2                                             | 22,9                                             | 18,4                                             | 14,6                                             | 20,5                                             |
| Середній мінімум, °C                                                                      | 8,9                                              | 9,5                                              | 11,2                                             | 13,7                                             | 16,7                                             | 20,1                                             | 21,7                                             | 22,7                                             | 21,4                                             | 18,0                                             | 13,4                                             | 9,9                                              | 15,6                                             |
| Абсолютний мінімум, °C                                                                    | −0,6                                             | −0,6                                             | 0,6                                              | 2,8                                              | 5,0                                              | 10,0                                             | 12,2                                             | 13,9                                             | 11,8                                             | 6,6                                              | 1,1                                              | −1,3                                             | −1,3                                             |
| Середня кількість сонячних годин на місяць                                                | 170,5                                            | 189,3                                            | 226,3                                            | 255,0                                            | 306,9                                            | 297,0                                            | 356,5                                            | 337,9                                            | 258,0                                            | 226,3                                            | 186,0                                            | 164,3                                            | 2974                                             |
| Норма опадів, мм                                                                          | 62.1                                             | 32.2                                             | 29.6                                             | 14.3                                             | 4.6                                              | 1.3                                              | 0.7                                              | 0.1                                              | 16.7                                             | 46.6                                             | 58.2                                             | 67.5                                             | 333.9                                            |
| Днів з опадами                                                                            | 9,4                                              | 6,4                                              | 5,8                                              | 3,3                                              | 1,5                                              | 0,6                                              | 0,2                                              | 0,0                                              | 2,3                                              | 6,8                                              | 6,9                                              | 9,1                                              | 57,4                                             |
| Вологість повітря, %                                                                      | 66                                               | 61                                               | 58                                               | 55                                               | 53                                               | 49                                               | 49                                               | 51                                               | 57                                               | 60                                               | 61                                               | 65                                               | 57                                               |
| ----------------------------------------------------------------------------------------- | ------------------------------------------------ | ------------------------------------------------ | ------------------------------------------------ | ------------------------------------------------ | ------------------------------------------------ | ------------------------------------------------ | ------------------------------------------------ | ------------------------------------------------ | ------------------------------------------------ | ------------------------------------------------ | ------------------------------------------------ | ------------------------------------------------ | ------------------------------------------------ |
| Джерело: World Meteorological Organization, Deutscher Wetterdienst, Arab Meteorology Book |                                                  |                                                  |                                                  |                                                  |                                                  |                                                  |                                                  |                                                  |                                                  |                                                  |                                                  |                                                  |                                                  |

## Міста-побратими
- Сараєво Боснія і Герцеговина (з 1976)
- Белу-Оризонті Бразилія (з 2003)
- Белград Сербія
- Ізмір Туреччина
- Мадрид Іспанія

## Галерея

Небо Триполі
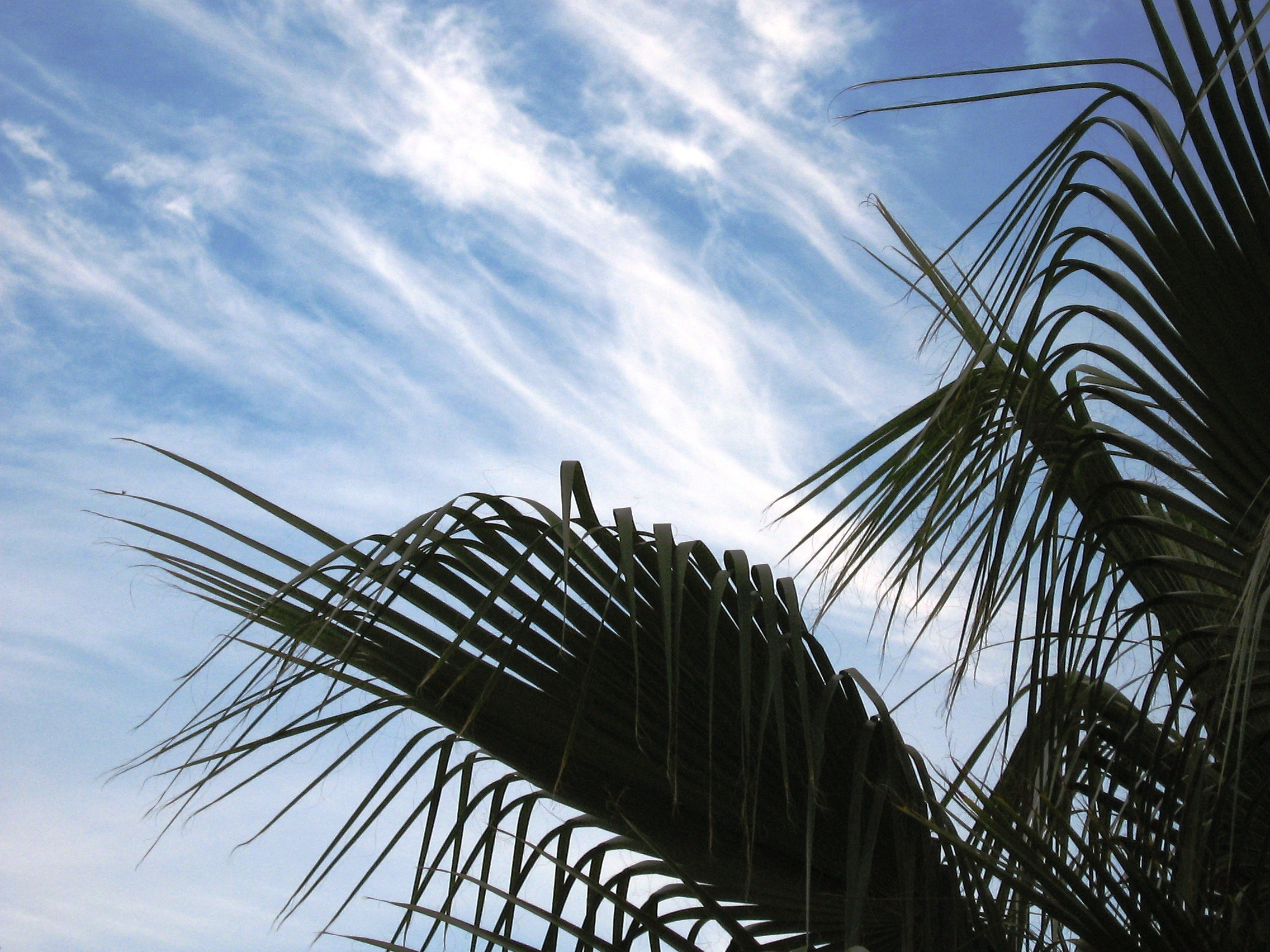
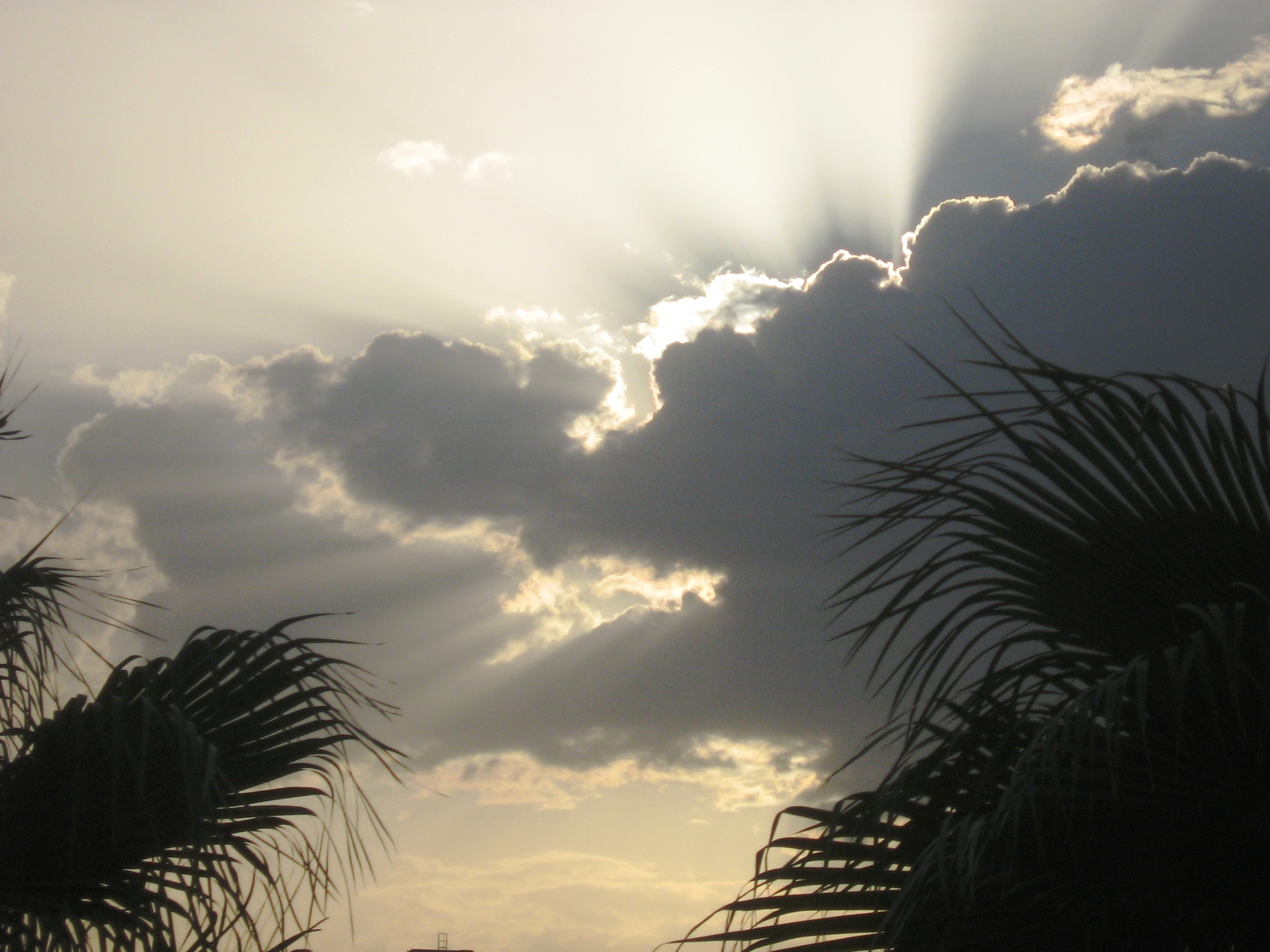
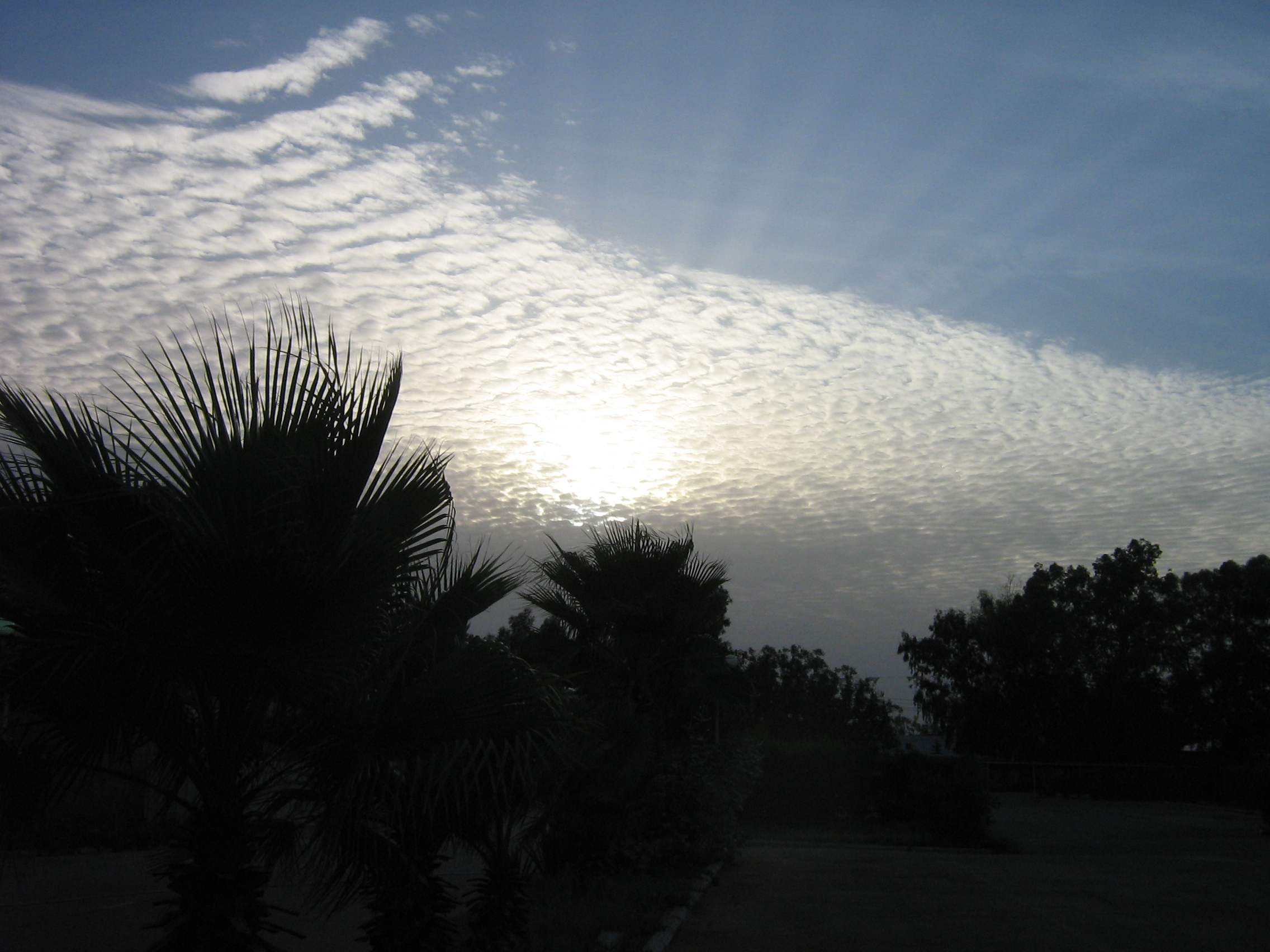
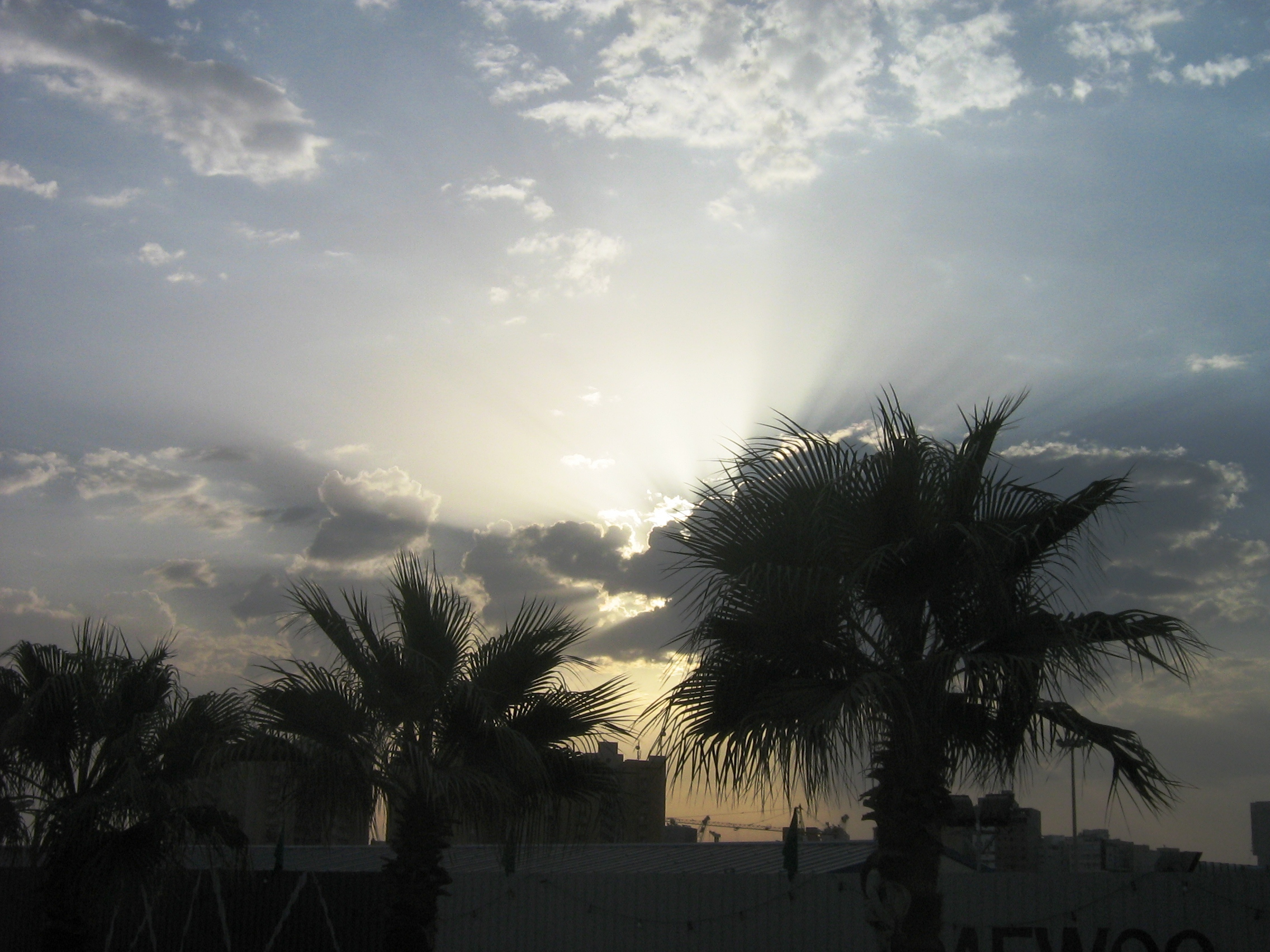

Фонтани
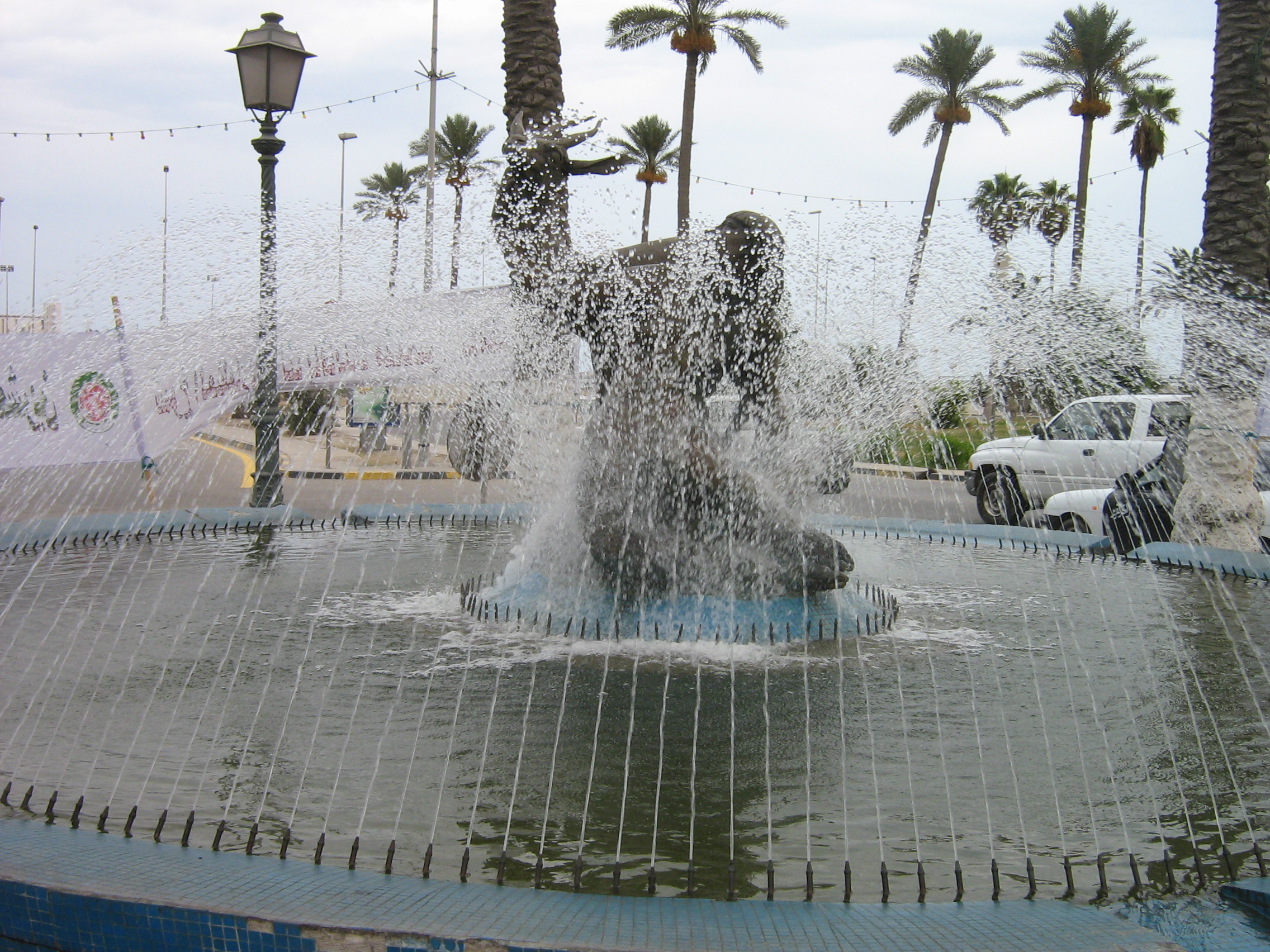
Діючий фонтан
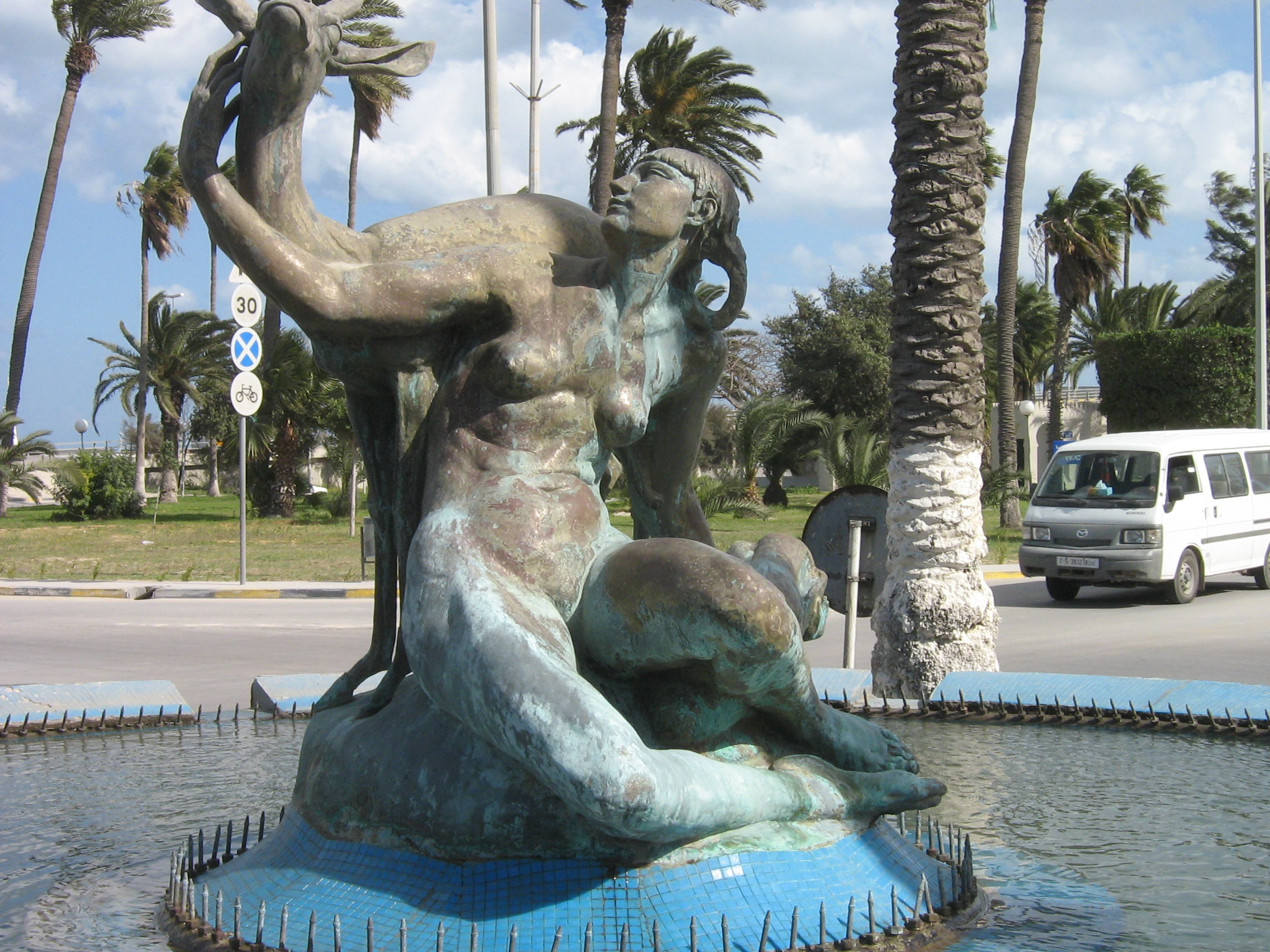
Фонтан
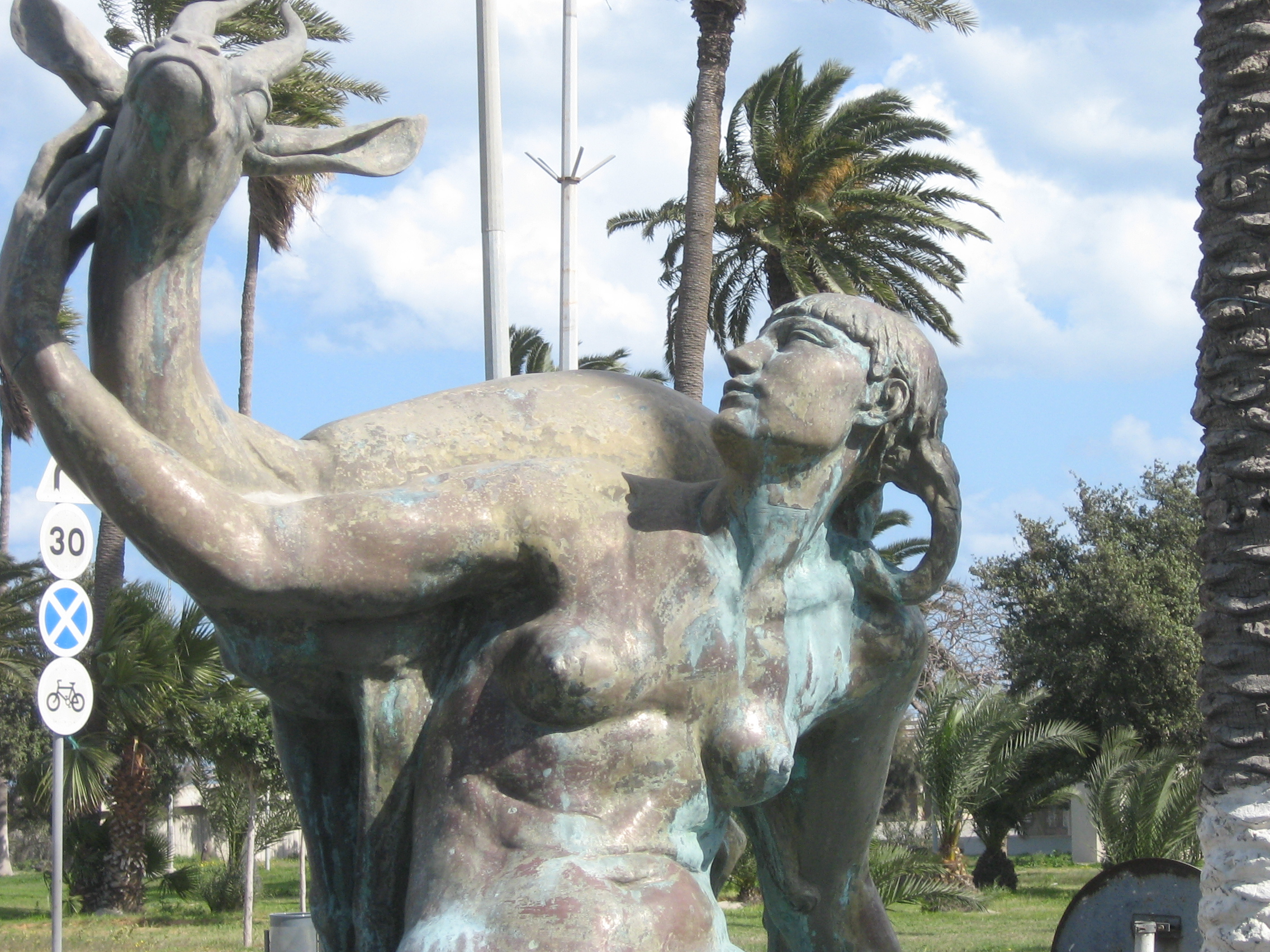
Фонтан

Медіна
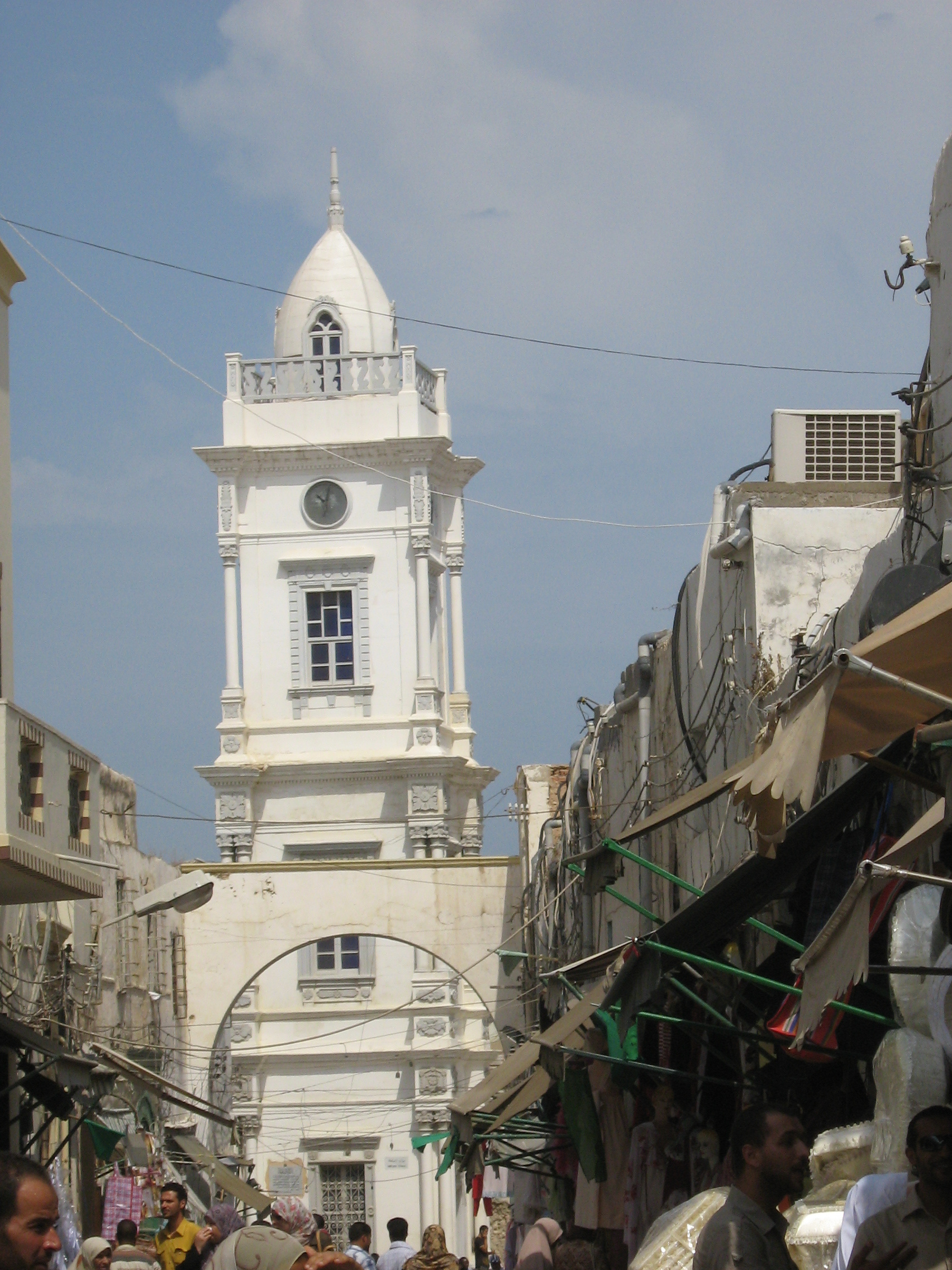
Вулиця у Медіні
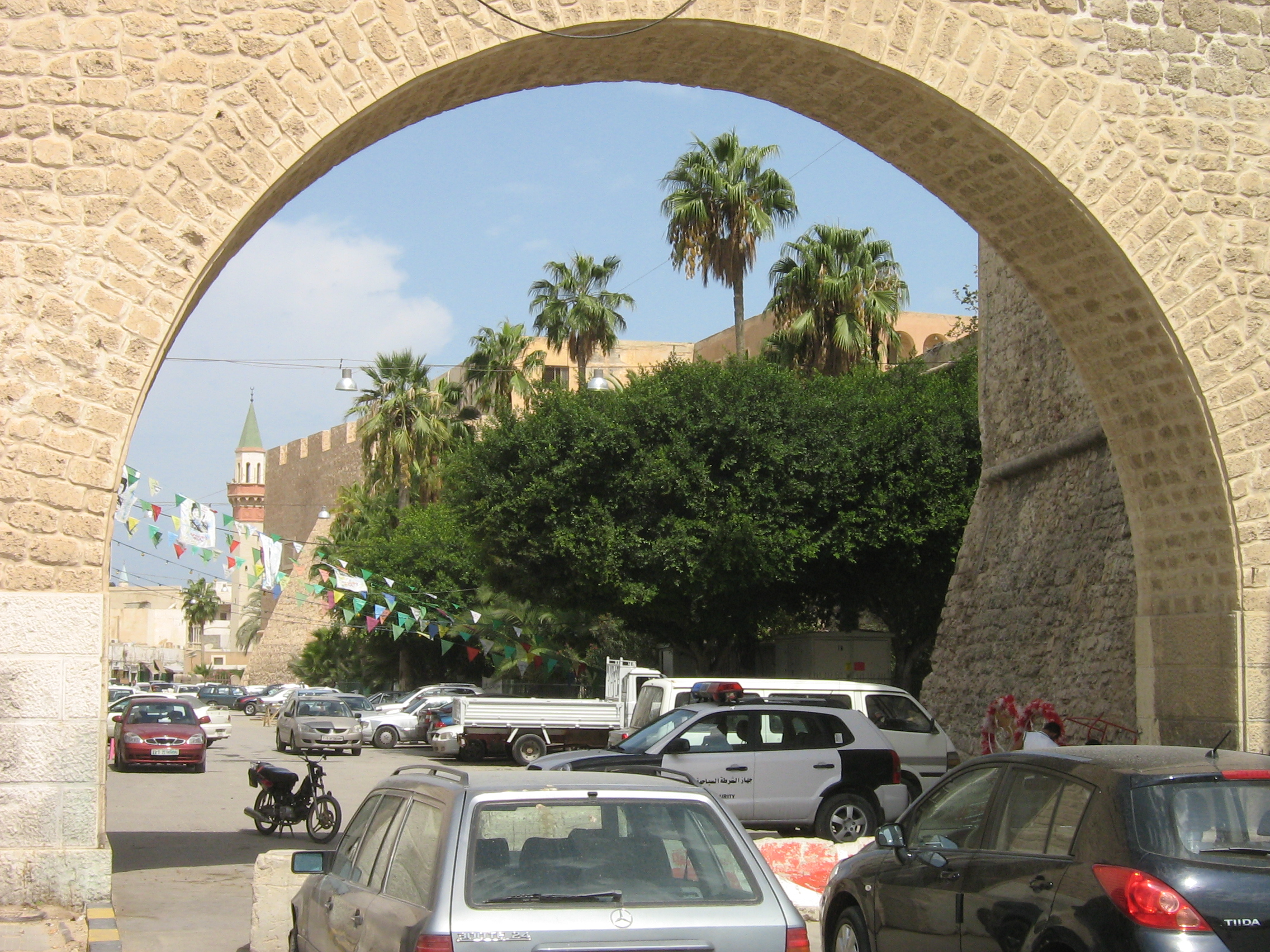
Стара фортеця. Центр Триполі
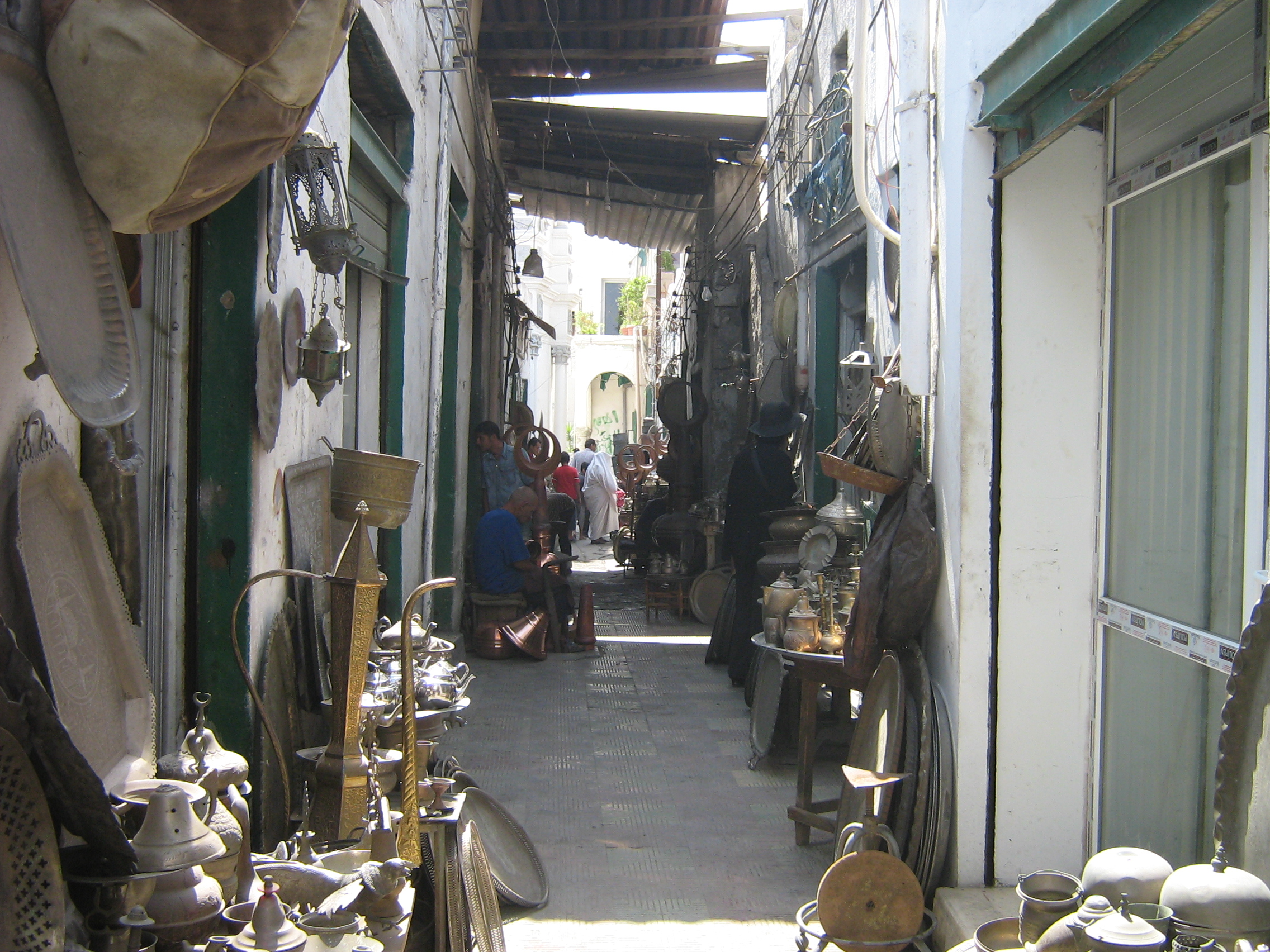
Медіна. Вулочки старого Триполі
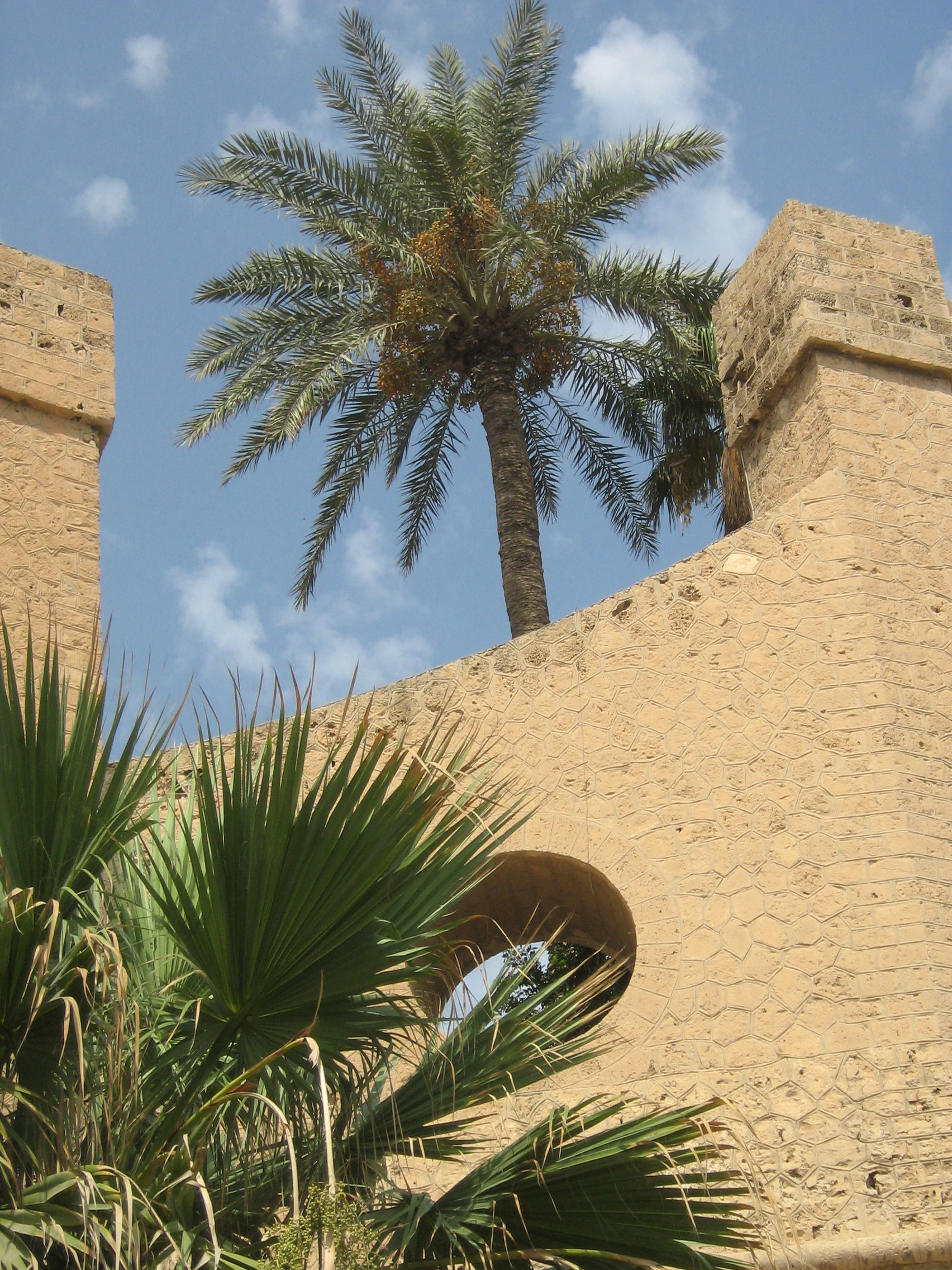
Фортеця в Медіні

Зелений майдан
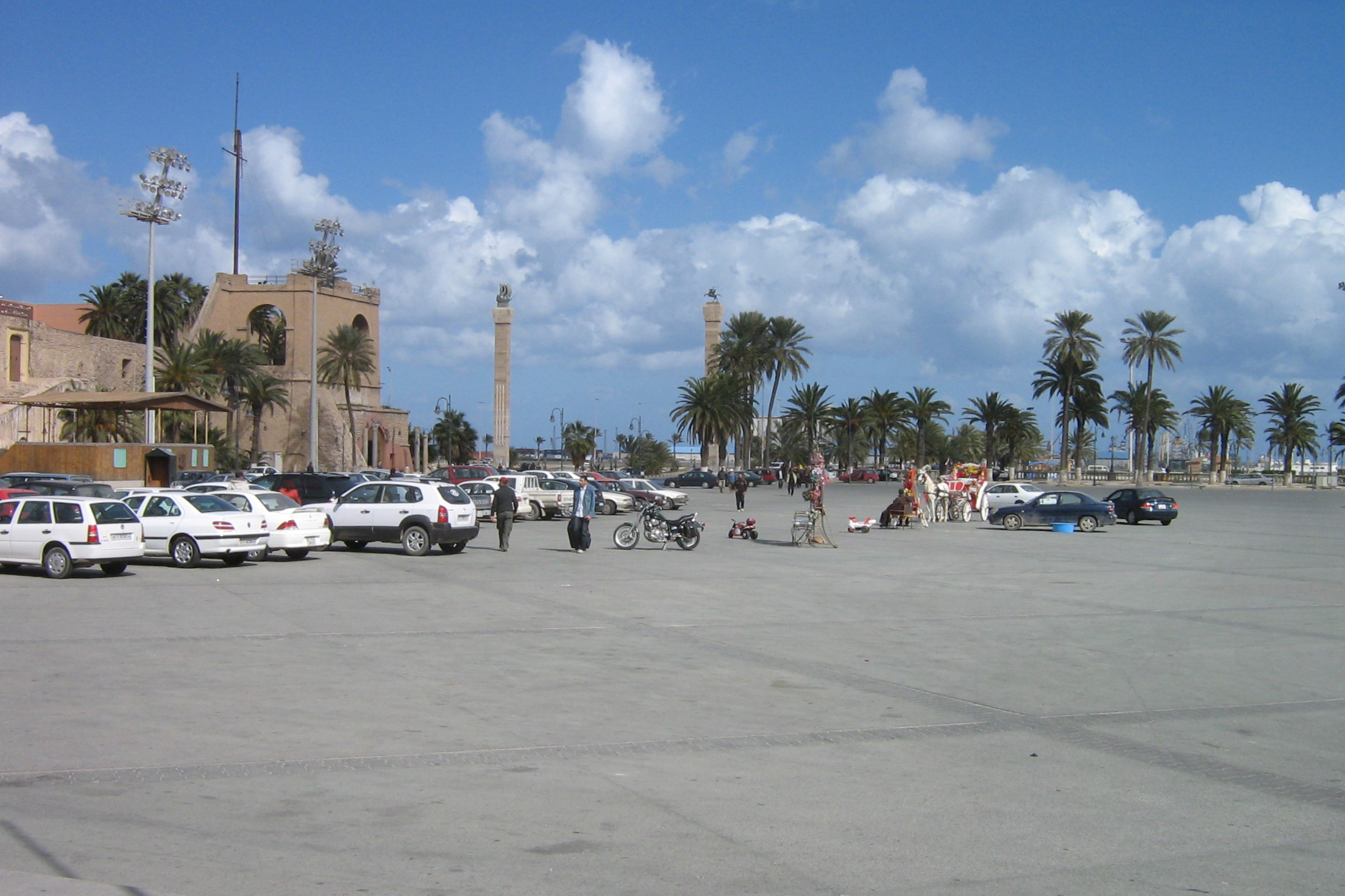
Зелений майдан
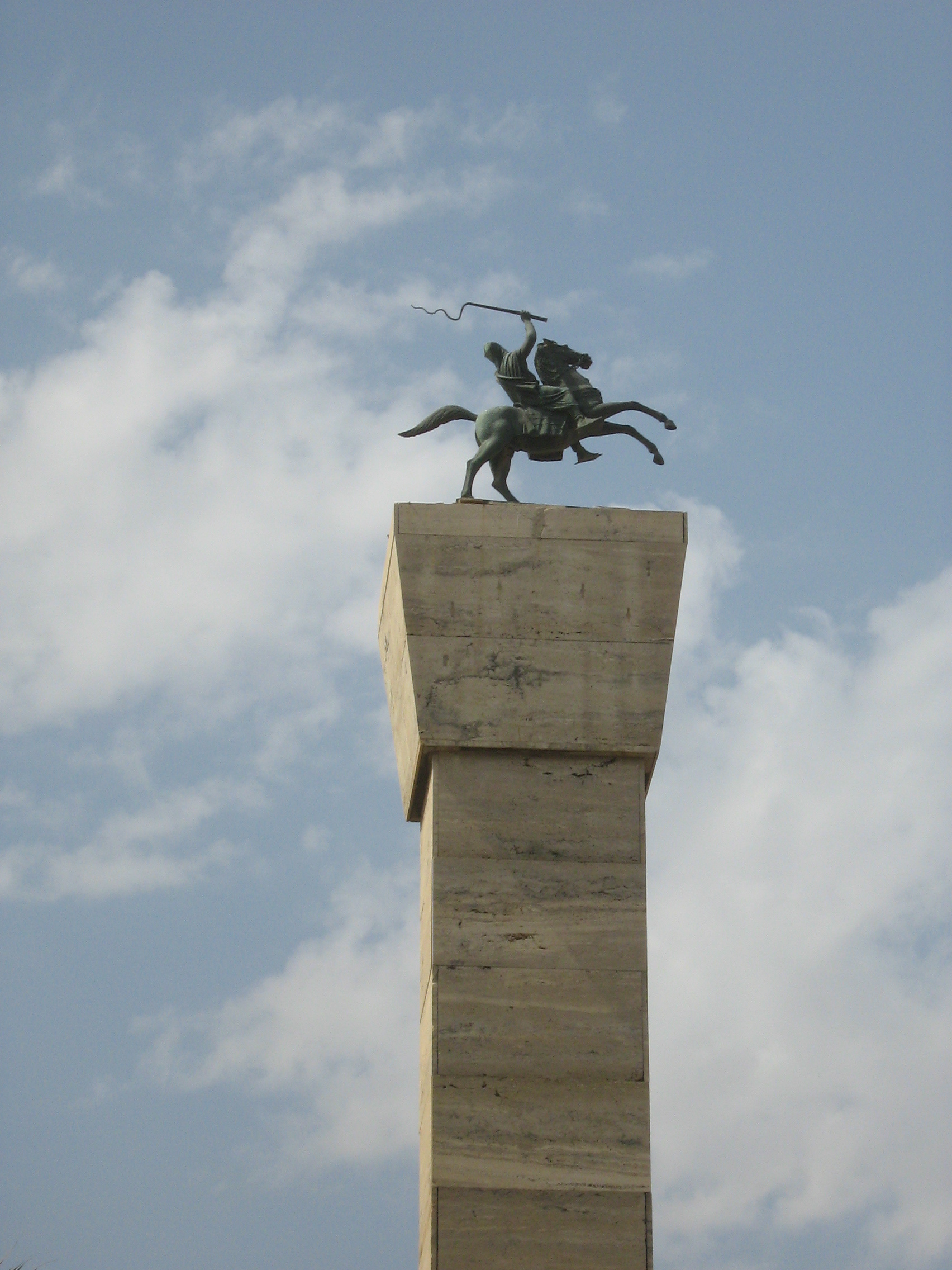
Вершник — символ Триполі
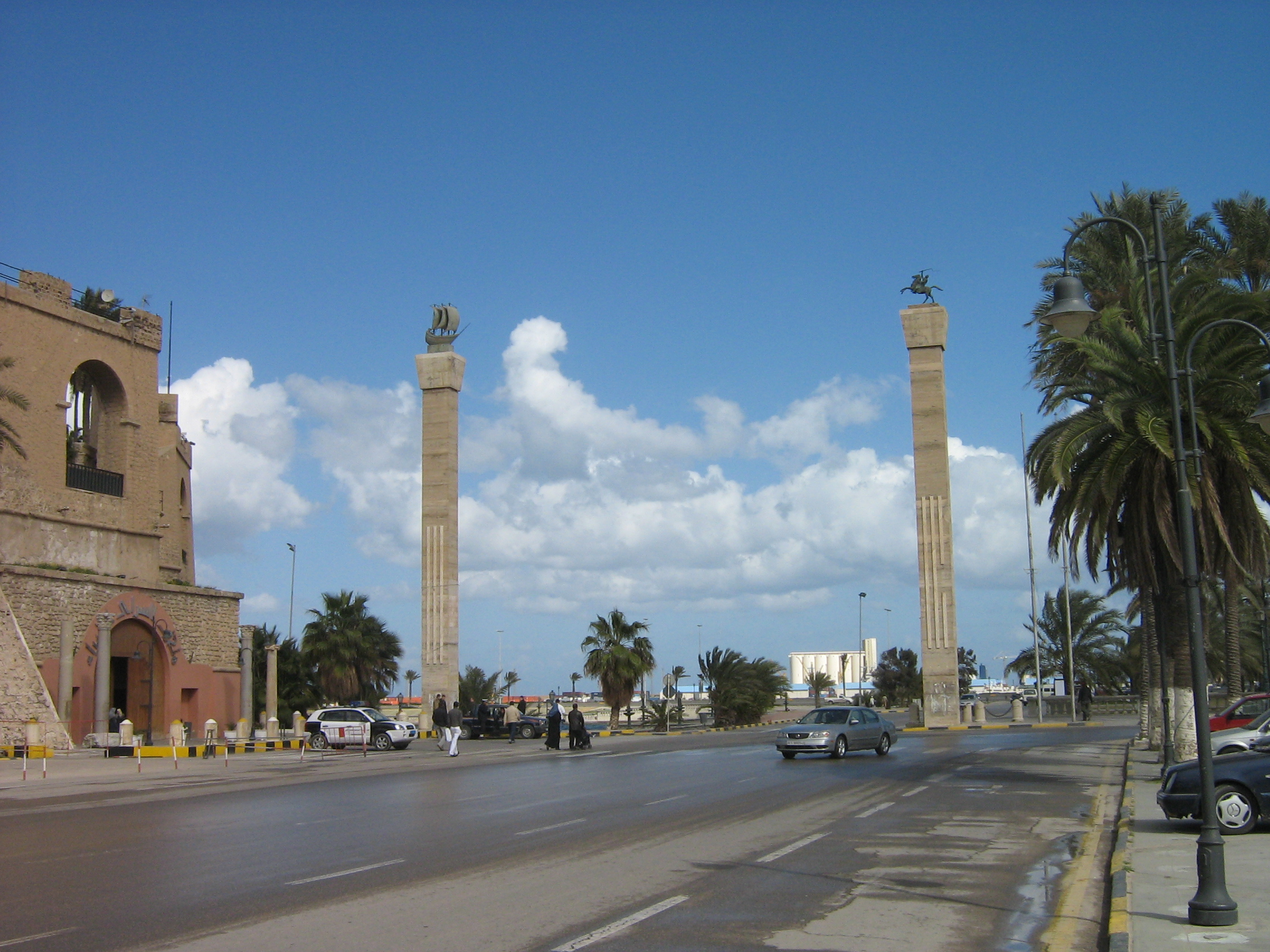
Зелений майдан
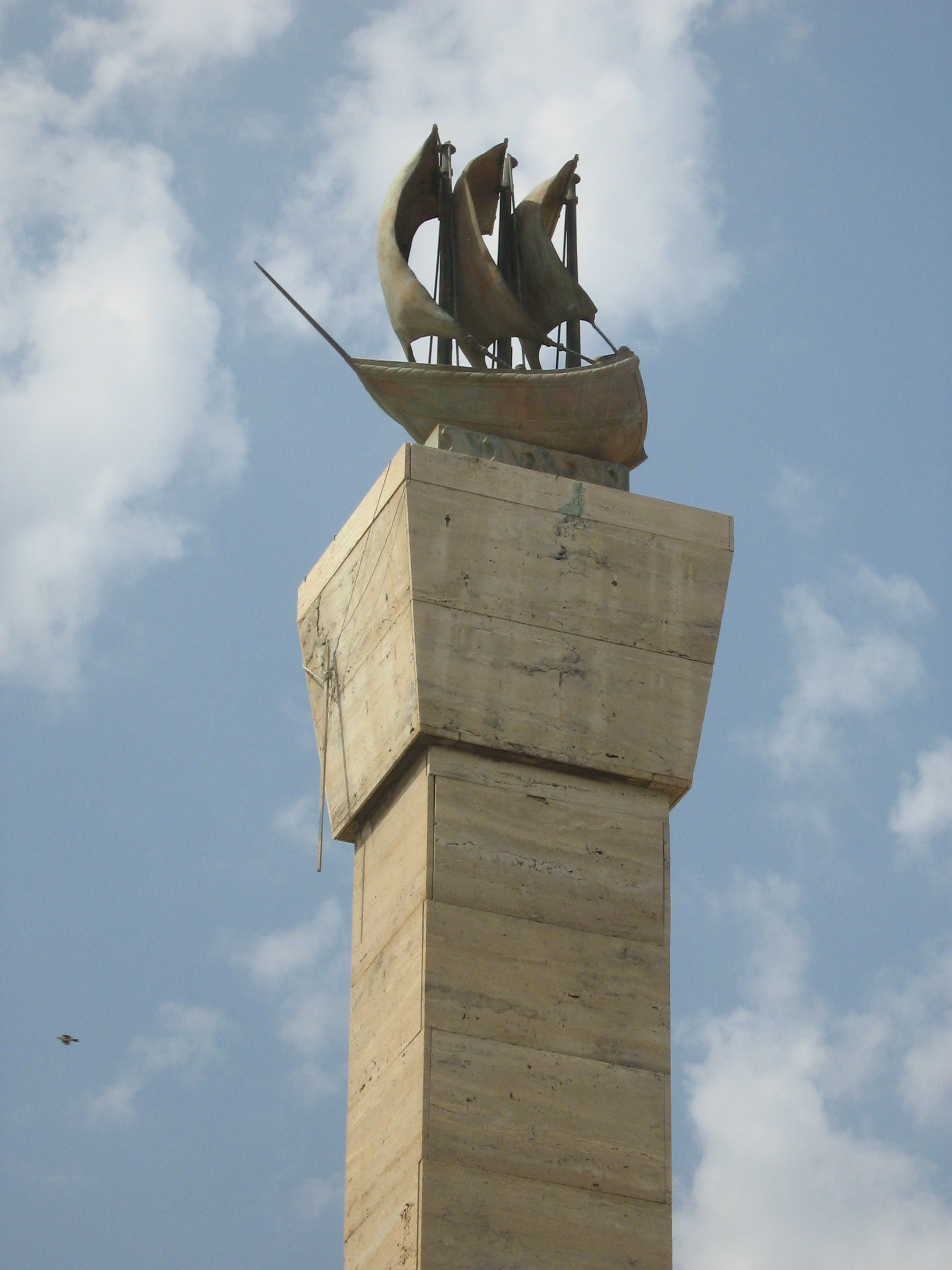
Вітрильник — символ Триполі

Новий Триполі
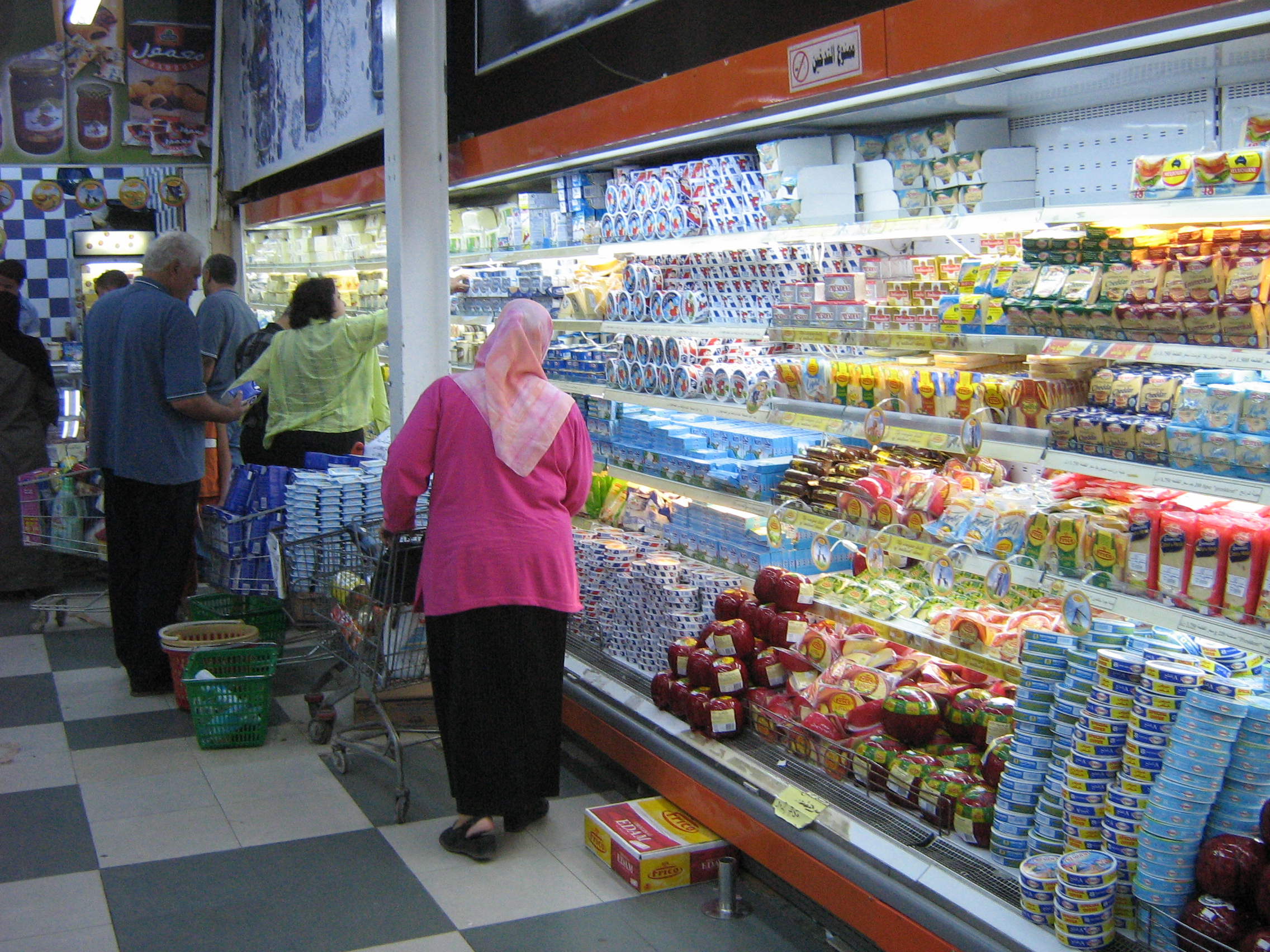
Продовольча крамниця в Триполі
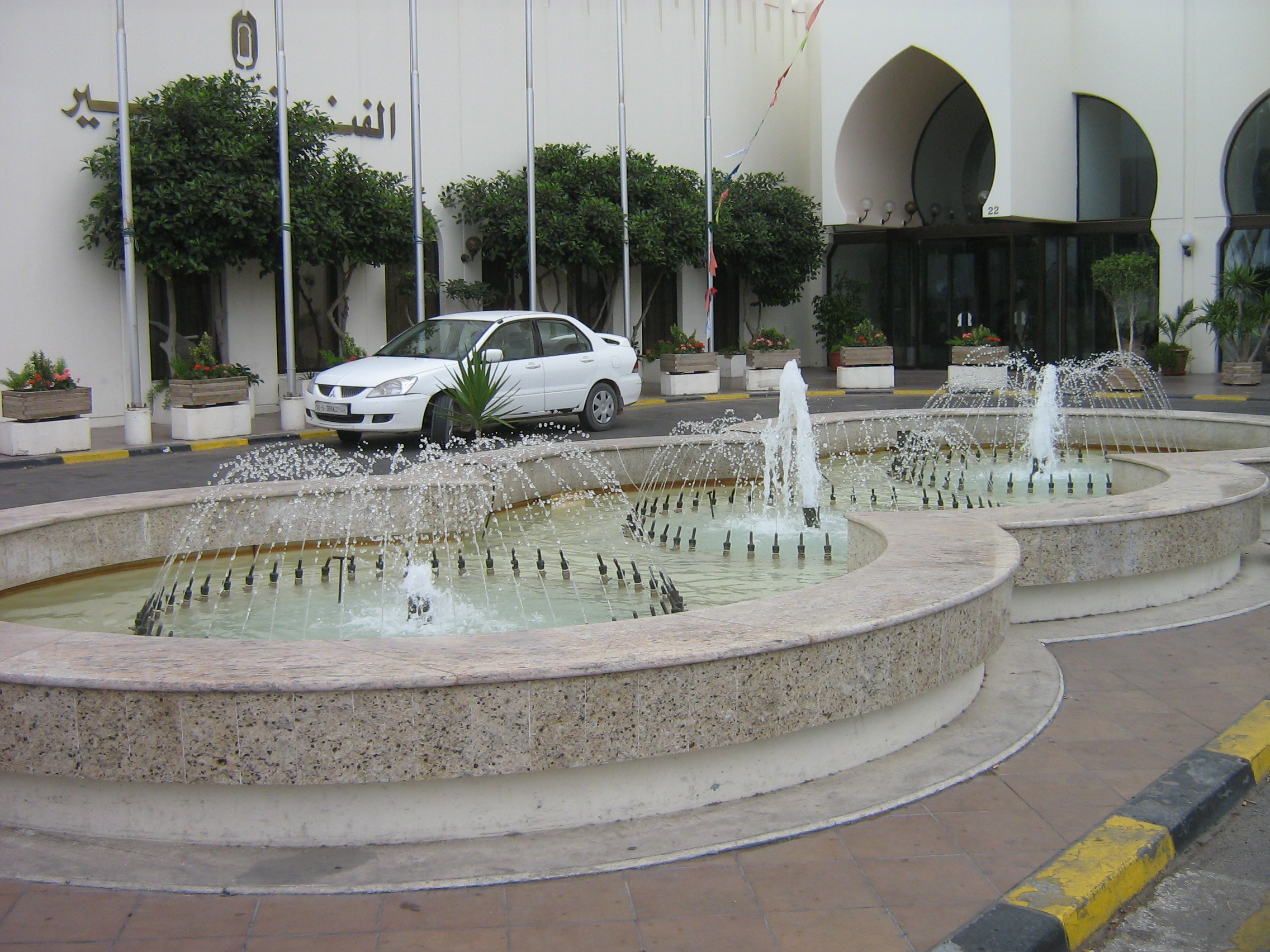
Фонтани в центрі Триполі
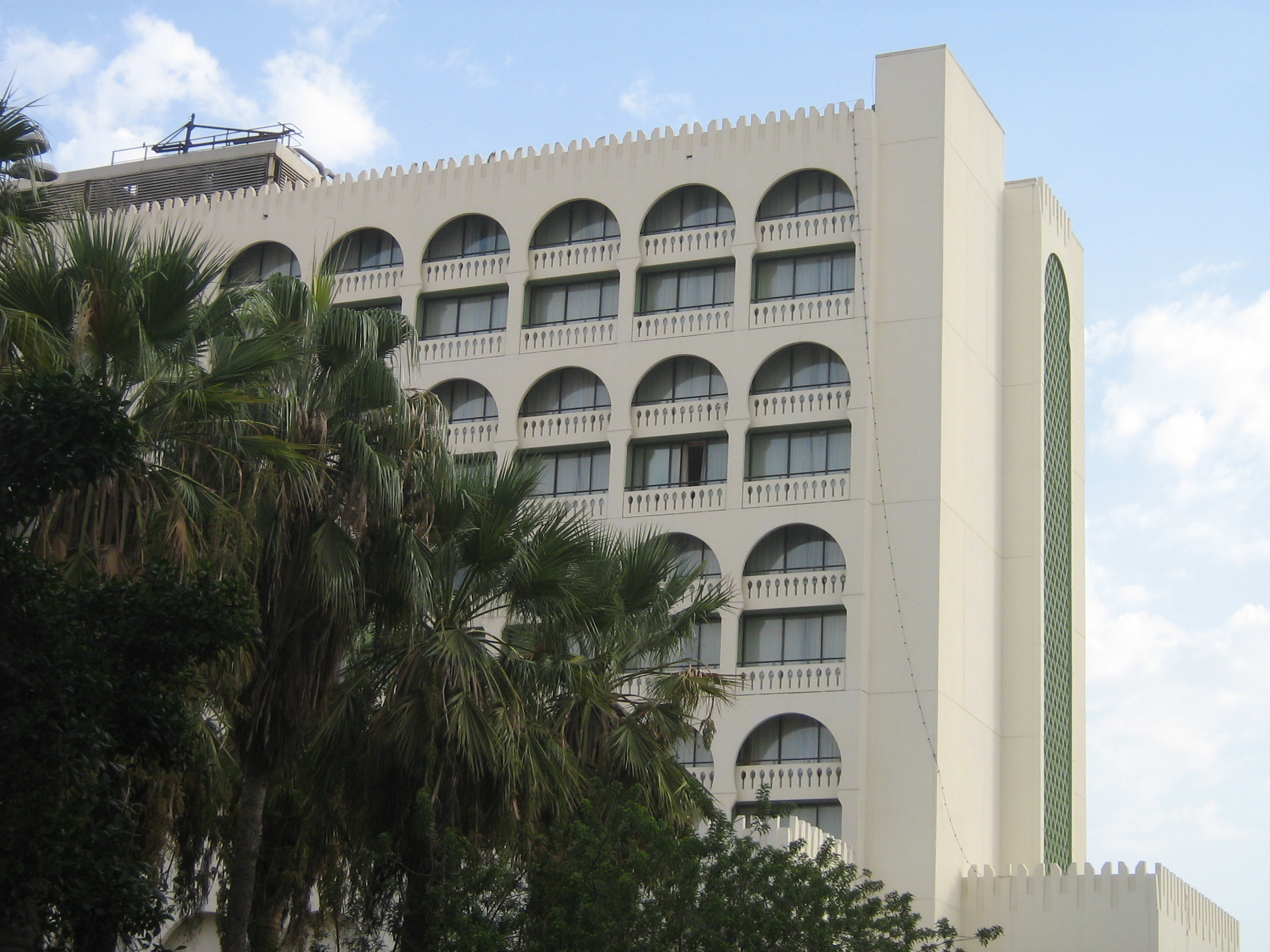
Готель Аль-Кабір
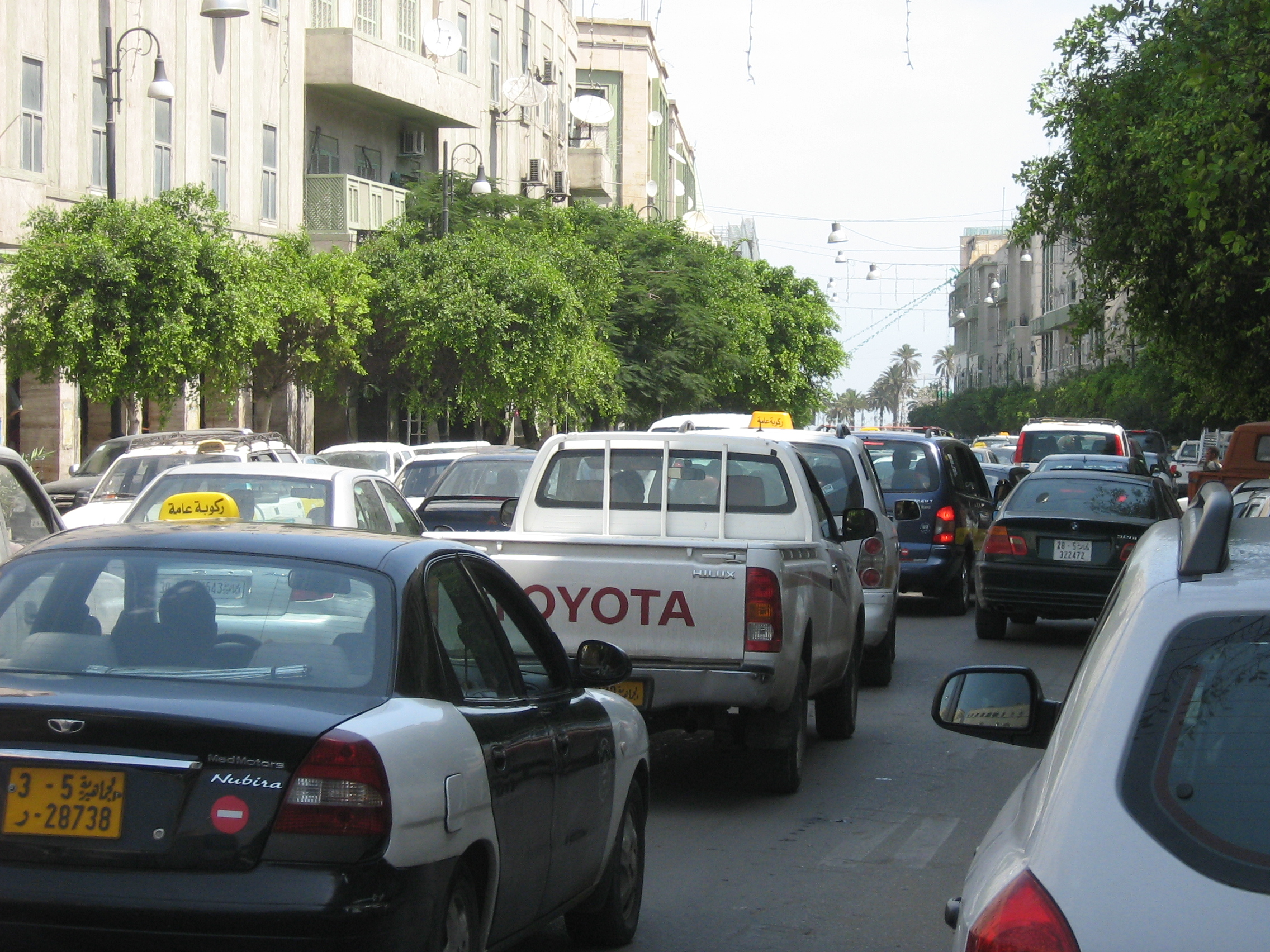
Вулиця Омара Мухтара в Триполі
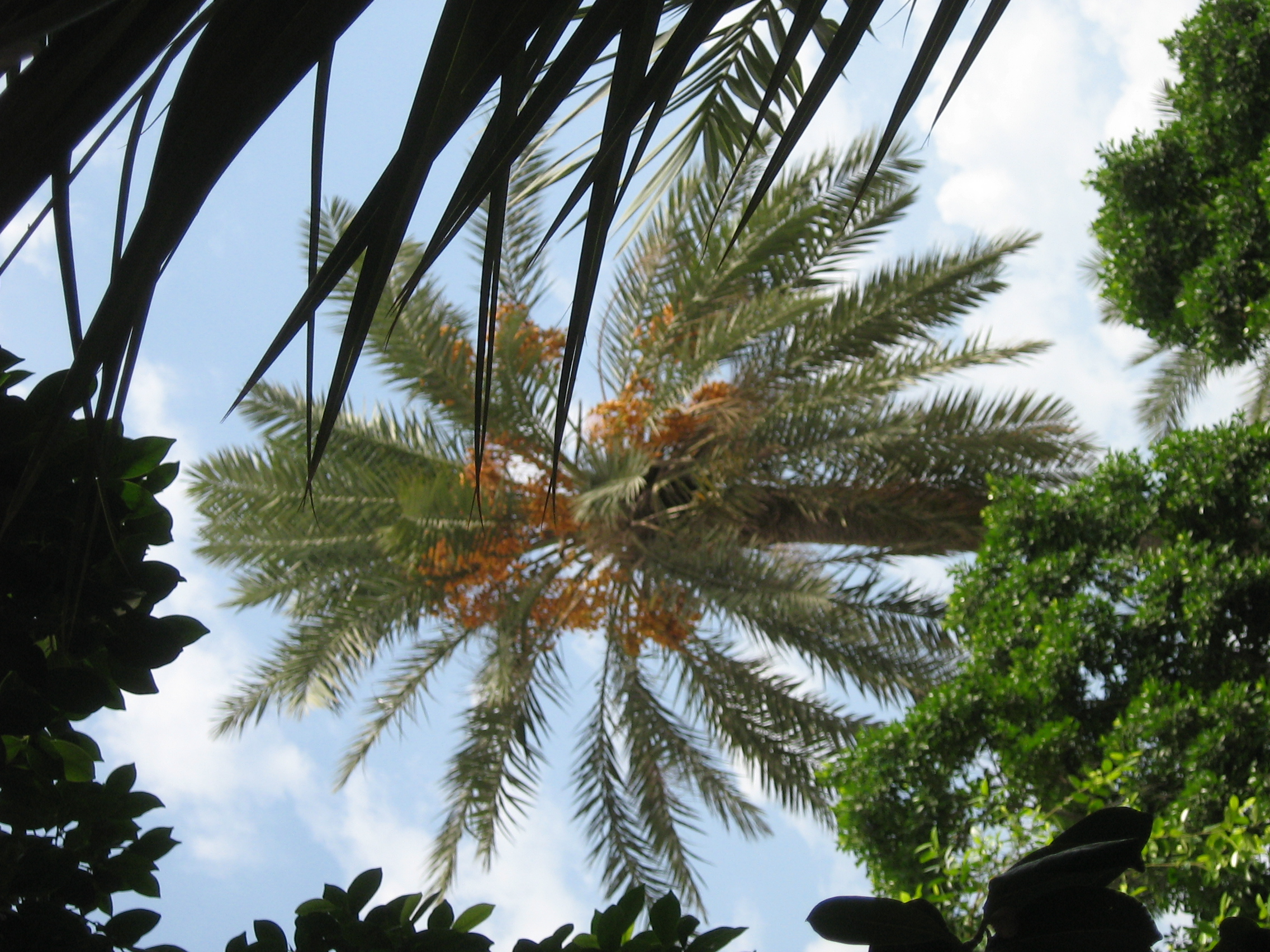
Парк на березі моря в центрі Триполі
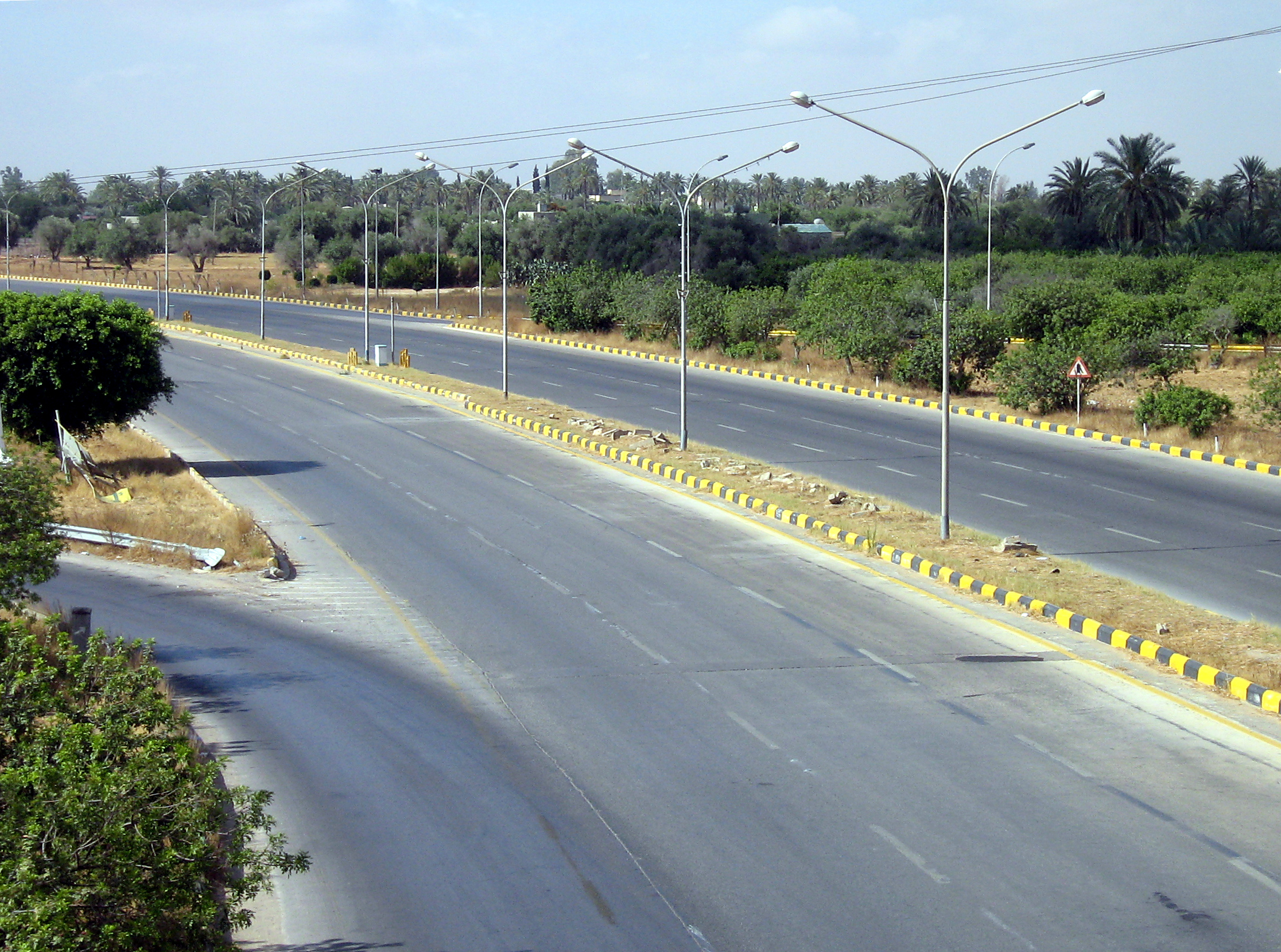
Шлях у міжнародний аеропорт Триполі

Триполі взимку
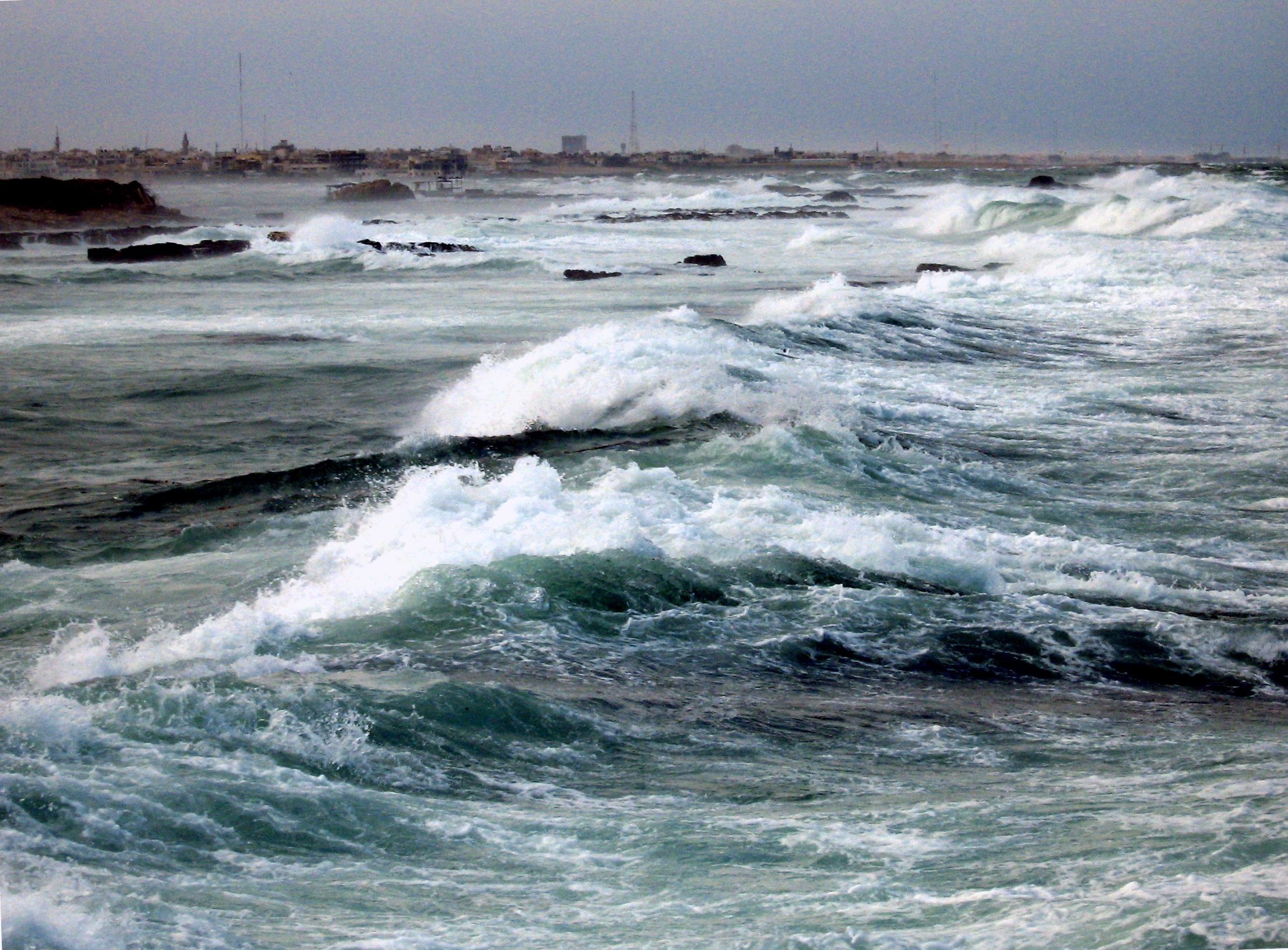
Шторм у лютому
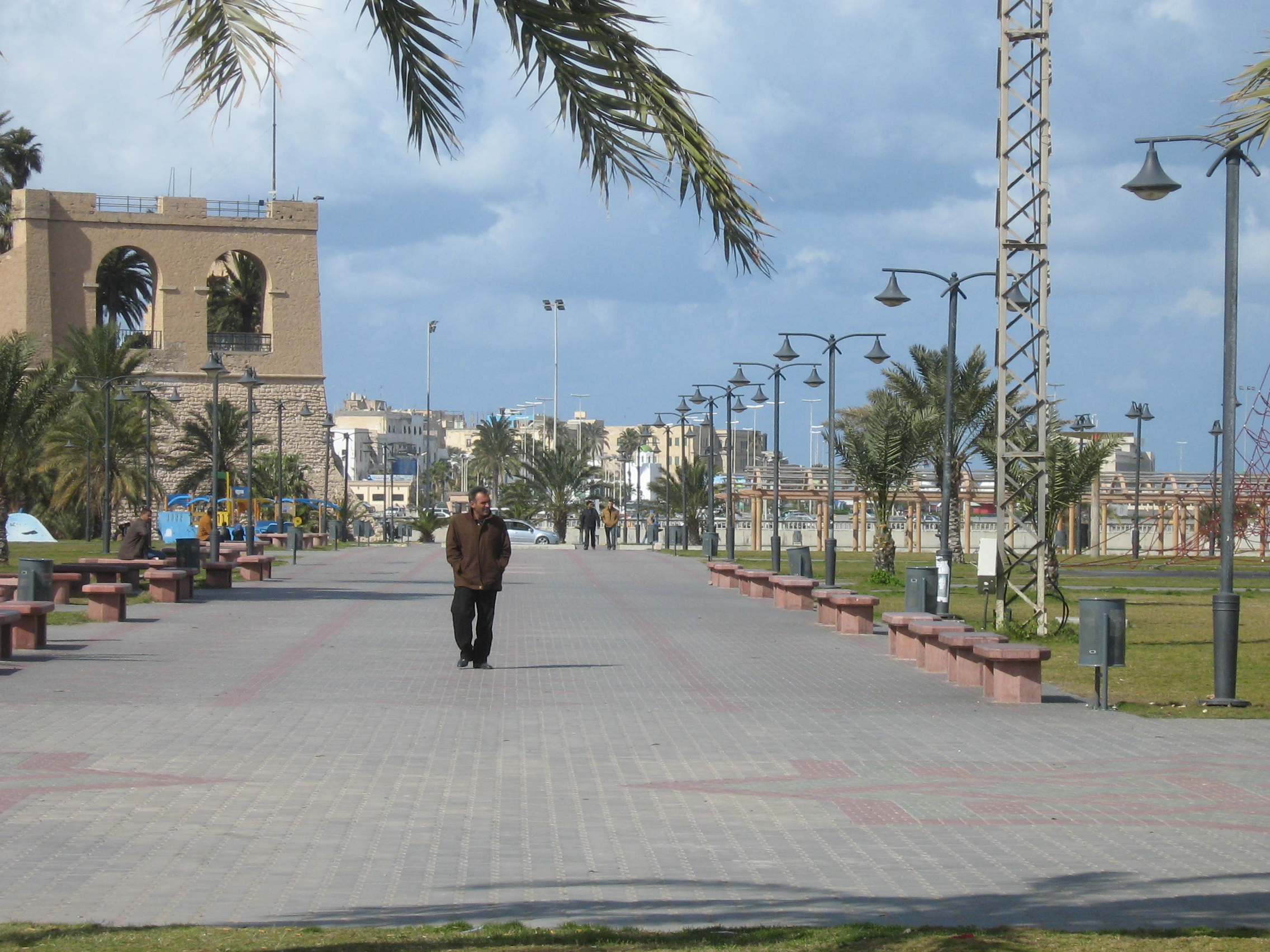
Центр Триполі
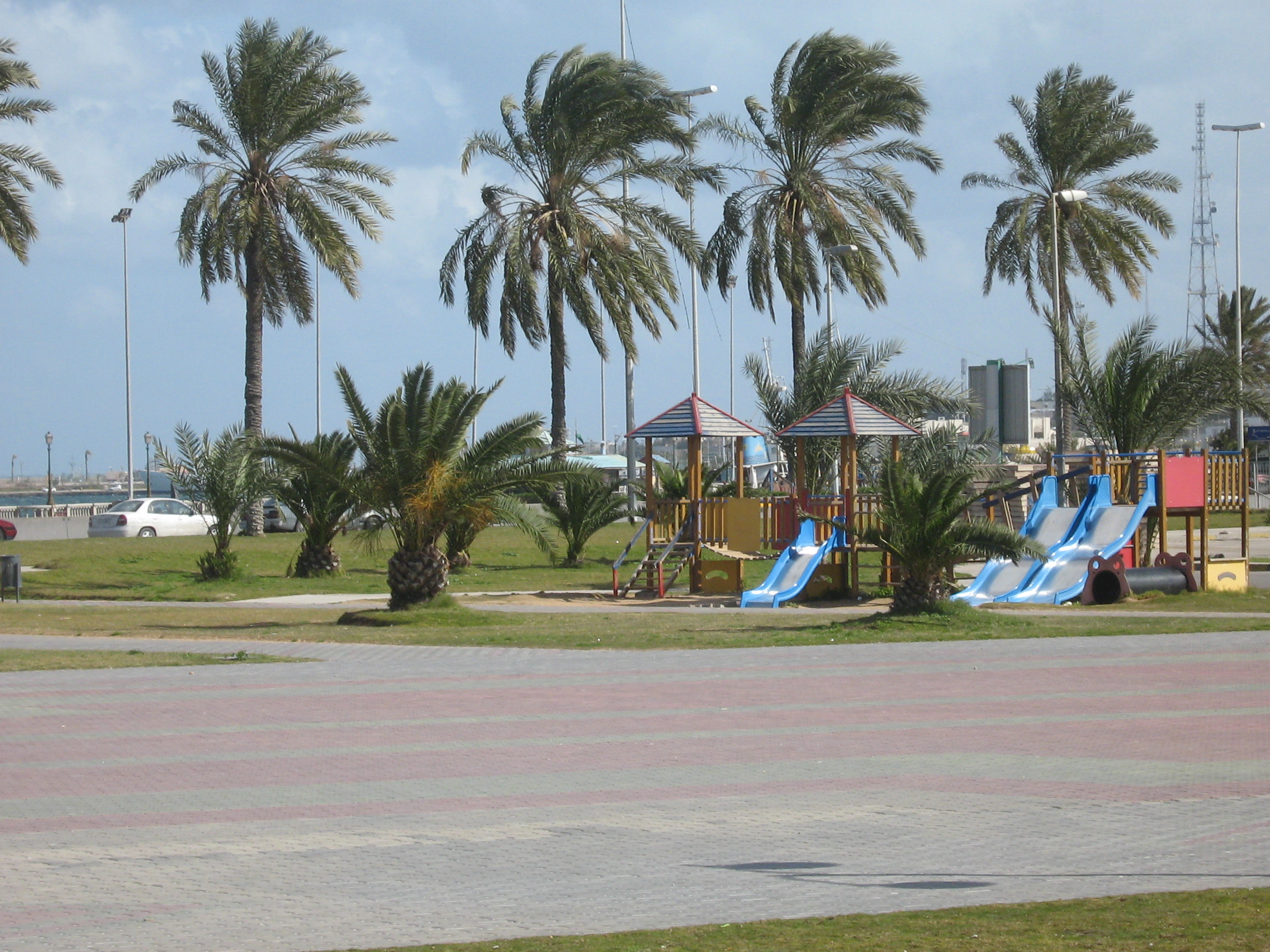
Зимовий парк.

- Небо Триполі